# Lo stupefacente Testa a vite
Lo stupefacente Testa a vite (The Amazing Screw-On Head) è un fumetto one-shot di Mike Mignola del 2002 con protagonista l'omonimo robot, ambientato negli Stati Uniti sotto un'ucronica amministrazione Lincoln, ricco di atmosfere steampunk.
Nel 2003 l'opera ha vinto il Premio Eisner come "migliore pubblicazione umoristica".

## Storia editoriale
L'idea per il personaggio di "Testa a vite" venne a Mignola pensando a un giocattolo, un pupazzo la cui testa si potesse svitare e riavvitare a piacere su corpi diversi. La storia fu pubblicata nel 2002 come numero unico e l'anno successivo vinse il Premio Eisner per la migliore pubblicazione umoristica.
Il fumetto è stato ristampato nel 2010 in una nuova edizione contenente anche altre storie, alcune delle quali disegnate appositamente o rielaborate per l'occasione, legate con la storia di Testa a vite da un comune filo conduttore costituito da alcuni personaggi ricorrenti. La raccolta, intitolata The Amazing Screw-On Head and Other Curious Objects, pubblicata in Italia nel 2011 con il titolo Lo stupefacente Testa a vite e altri bizzarri oggetti, contiene anche la storia Il mago e il serpente (The Magician and the Snake) già pubblicata nella raccolta Happy Endings della casa editrice Dark Horse Comics nel 2002, vincitrice del Premio Eisner come "migliore storia breve" nel 2003.

## Trama
(Lo stupefacente Testa a vite e altri bizzarri oggetti Mike Mignola)
Testa a vite è un robot con la particolarità di poter innestare la testa su un corpo a scelta tra i molti a sua disposizione; è un agente governativo degli Stati Uniti in azione nella seconda metà dell'Ottocento, in un'ambientazione steampunk. Viene incaricato dal Presidente degli Stati Uniti, Abraham Lincoln di rintracciare l'Imperatore Zombi, un linguista "non morto", che ha sottratto un antico manoscritto contenente il segreto dell'ubicazione di una gemma magica che gli permetterà di conquistare il mondo. La straordinaria pietra era già appartenuta a "Gung il Magnifico" che, più di diecimila anni prima, era quasi riuscito nell'intento che ora Zombi si prefigge.
Con l'aiuto dei poteri del suo cane, "Signor Cane", Testa a vite rintraccia il ladro nella valle di Aswam e tenta di raggiungerlo a bordo di un razzo pilotato dal suo domestico, "Mister Inguine". Zombie è spalleggiato da due suoi adepti, lo scienziato "Dottor Schiocco" e una vampira chiamata solo "Signora"; con il loro aiuto riporta alla luce la gemma che tuttavia si rivela essere una rapa. Zombie è folle d'ira ma Dottor Schiocco scopre che la rapa contiene un piccolo universo parallelo. Tentando di accedere alla rapa, il dottore evoca un mostro dal suo interno che assale i malfattori e lo stesso Testa a vite che, nel frattempo, era giunto sul luogo. Il robot riesce a sconfiggere il mostro mentre Zombie fugge a bordo di una mongolfiera. La fuga del malvagio Imperatore dura poco; Testa a vite lo raggiunge a bordo dell'aerostato facendolo esplodere. Eliminato l'Imperatore Zombie insieme ai suoi complici, il robot ottiene il plauso del Presidente.

## Altri media
Nel 2006 il fumetto è stato trasposto nel cortometraggio di animazione omonimo sceneggiato da Bryan Fuller, diretto da Chris Prynoski, doppiato dall'attore Paul Giamatti. Il cartone animato, della durata di circa mezz'ora, andato in onda su Sci Fi Channel il 27 luglio 2006, era l'episodio pilota di una serie, mai realizzata, con protagonista il robot "Testa a vite".

## Edizioni
- (EN)  Mike Mignola (testi), Mike Mignola (disegni); The Amazing Screw-On Head and Other Curious Objects, , Dark Horse Comics, Milwaukie, 2010, ISBN 978-1-59582-501-8.
- Mike Mignola (testi), Mike Mignola (disegni); Lo stupefacente Testa a vite e altri bizzarri oggetti, , Panini Comics, Modena, 2011, ISBN 978-88-6589-345-6; traduzione in italiano di Fabio Gamberini.